# Sven-Erik Jacobsson
Sven-Erik Vilhelm Jacobsson, född 8 december 1911 i Sundsvall, död 23 april 1993 i Oscars församling i Stockholm, var en svensk operasångare (bas) och pedagog.
Jacobsson studerade vid Musikkonservatoriet 1933–1937 och Operaskolan 1937–1939. Han scendebuterade 1940 som Sparafucile i Rigoletto och var engagerad vid Kungliga Teatern 1941–1965. Bland rollerna kan nämnas Masetto och Leporello i Don Giovanni, titelrollen i Figaros bröllop, Ferrando i Trubaduren och sakristanen i Tosca.
Jacobsson är begravd på Norra begravningsplatsen utanför Stockholm.

## Filmografi (urval)
- 1983 – Fanny och Alexander
- 1975 – Trollflöjten
- 1960 – När mörkret faller
- 1955 – Lady och Lufsen
- 1952 – Eldfågeln
- 1951 – Sköna Helena